# Casa Soldevila (Ripoll)
La Casa Soldevila és una obra de Ripoll (Ripollès) protegida com a Bé Cultural d'Interès Local.

## Descripció
Edifici d'estil modernista format per planta baixa i tres pisos. La coberta de teula àrab és a dues vessants. De la façana cal destacar dos elements decoratius, les baranes de ferro: les de la primera planta són més elaborades que les de les plantes superiors. L'altra element decoratiu és el coronament, amb uns arcs neogòtics i al seu interior un gotim de raïm de ceràmica.